# 熊起磻
熊起磻（?—?），河南省光州直隸州光山縣人，清朝政治人物、同進士出身。
光緒三年（1877年），参加丁丑科殿試，登進士三甲第72名。同年五月，分部學習。